# Patric Della Rossa
Patric Della Rossa (* 28. Juli 1975 in Winterthur) ist ein ehemaliger Schweizer Eishockeyspieler, der zuletzt für den EHC Olten in der Schweizer National League B spielte. Heute arbeitet er als selbständiger Fahrlehrer in Winterthur.

## Karriere
Della Rossa begann seine Karriere als Stürmer beim EHC Winterthur und wechselte noch während seiner Juniorenzeit zum EHC Kloten. Mit Kloten wurde er von 1992 bis 1996 viermal Schweizer Meister, wobei er in der Saison 1992/93 als Junior nur zu Teileinsätzen im Fanionteam kam. 1998 wechselte Della Rossa zum Kantonsrivalen ZSC Lions, mit welchen er den Schweizer Meistertitel in den Jahren 2000 und 2001 ebenfalls zweimal gewann. Weitere Stationen waren ab 2004 der EV Zug und ab 2006 der EHC Basel. Seit Sommer 2008 spielte Della Rossa für den HC Davos als Verteidiger, bevor er im Januar 2009 nach Kloten wechselte. Auf die Saison 2009/10 beendete er seine National League A Karriere. Die folgende Suche nach einem langfristigen Vertrag führte ihn zuerst zu den GCK Lions und anschliessend zum EHC Olten, beide in der National League B.

### International
Della Rossa gehörte von 1999 bis 2007 zum Stamm der Schweizer Nationalmannschaft und absolvierte 175 Länderspiele.